# Cemetery Gates
«Cemetery Gates» es la quinta canción del álbum Cowboys from Hell (1990) de la banda de groove metal, Pantera. 
Aunque esta canción pertenece al quinto álbum de la banda (y al segundo en el que canta el vocalista, Phil Anselmo) los componentes del grupo siempre lo han tenido como un punto de referencia en su trayectoria al apartarse del glam metal que practicaban en un principio hacia el thrash metal y el groove metal. El álbum fue elegido como el 19º álbum más influyente de la historia por la revista IGN.
La letra de esta canción hace referencia a la aflicción por la muerte de un ser querido y la perspectiva de morir o suicidarse para reencontrarse con él en el más allá.
Una versión abreviada, sin el tramo acústico del comienzo, dio lugar a un video y una versión, también acortada, formó parte de un álbum con varios intérpretes que sirvió de banda sonora de la película de 1995 Tales from the Crypt Presents. Demon Knight (también conocida en España por Historias de la Cripta. Caballero del diablo o Caballero del diablo).
En el disco en directo Official Live: 101 Proof, se interpreta una versión de seis minutos y medio, la cual fue nominada al Premio Grammy a la mejor interpretación de metal en 1998.
Después de la muerte de Darrell Lance Abbott (Dimebag) (guitarrista de la banda), la canción fue interpretada por Dave Mustaine de Megadeth, Burton C. Bell de Fear Factory, Russell Allen de Symphony X y Dream Theater en un homenaje durante el  Gigantour (2005).